# Obermühl (Bad Heilbrunn)
Obermühl ist ein Ortsteil der Gemeinde Bad Heilbrunn im oberbayerischen Landkreis Bad Tölz-Wolfratshausen. Der Weiler liegt circa eineinhalb Kilometer nordöstlich von Bad Heilbrunn.